# 660년대
660년대는 660년부터 669년까지를 가리킨다.